# Thomas Blades
Thomas „Tom“ Blades (* 1956 in Hamburg) ist ein britischer Manager.

## Leben
Blades wurde als Sohn eines britischen Vaters und einer deutschen Mutter in Hamburg geboren. Er studierte Elektrotechnik in Salford und Lyon. Von 1978 bis 1996 war Blades für das US-amerikanische Unternehmen Schlumberger tätig, zuletzt als Vizepräsident. 1996 wurde Blades Executive Vizepräsident bei NUMAR Corporation in Houston und war anschließend bei Halliburton angestellt. 1998 wurde Blades Geschäftsführer der SPECTRO Analytical Instruments GmbH in Kleve. 2004 wechselte er als Geschäftsführer zu CHOREN Industries GmbH Hamburg/Freiberg. Von 2009 bis 2012 war er CEO der Siemens Oil & Gas Division. Blades ist seit März 2012 im Vorstand der Linde AG. Am 3. Mai 2016 wurde Blades vom Aufsichtsrat von Bilfinger als Nachfolger von Per Utnegaard als Vorstandsvorsitzender des deutschen Bau- und Dienstleistungskonzerns bestellt. Er trat die Position zum 1. Juli 2016 an. Im Januar 2021 erklärt er seinen vorzeitigen Ausstieg. Im Dezember 2022 wurde er Aufsichtsratsvorsitzender von Uniper.
Neben Englisch spricht Blades auch fließend Deutsch.